# Texaco Cup 1970/71
Der Texaco Cup wurde 1970/71 zum 1. Mal ausgespielt. Als Sponsor und Namensgeber des Turniers trat die US-amerikanische Mineralölgesellschaft Texaco auf. Das Turnier für Fußball-Vereinsmannschaften aus England, Irland, Nordirland und Schottland wurde unter insgesamt 16 Teilnehmern ausgespielt. Davon waren 6 Vereine dem englischen und schottischen Verband unterstehend sowie jeweils zwei Vereine des irischen und nordirischen Verbands. Er begann am 14. September 1970 und endete mit dem Finalrückspiel am 3. Mai 1971 im Molineux Stadium in Wolverhampton. Im Endspiel trafen Heart of Midlothian aus Schottland und die Wolverhampton Wanderers aus England aufeinander. Das Finale gewannen die Wanderers nach Hin- und Rückspiel mit 3:2.

## 1. Runde
Die Hinspiele fanden zwischen dem 14. und 17. September 1970, die Rückspiele zwischen dem 28. September und 1. Oktober 1970 statt.
|                   | Gesamt          |                         | Hinspiel | Rückspiel |
| ----------------- | --------------- | ----------------------- | -------- | --------- |
| Nottingham Forest | 4:4 (4:5 i. E.) | Airdrieonians FC        | 2:2      | 2:2       |
| FC Burnley        | 4:5             | Heart of Midlothian     | 3:1      | 1:4       |
| Tottenham Hotspur | 7:0             | Dunfermline Athletic    | 4:0      | 3:0       |
| FC Motherwell     | 2:2 (4:3 i. E.) | Stoke City              | 1:0      | 1:2       |
| Limerick FC       | 3:4             | Derry City              | 1:0      | 2:4       |
| Ards FC           | 4:6             | Shamrock Rovers         | 1:4      | 3:2       |
| Greenock Morton   | 3:1             | West Bromwich Albion    | 2:1      | 1:0       |
| FC Dundee         | 1:4             | Wolverhampton Wanderers | 1:2      | 0:2       |

## Viertelfinale
Die Hinspiele fanden am 19. und 21. Oktober 1970, die Rückspiele am 3. und 4. November 1970 statt.
|                   | Gesamt |                         | Hinspiel | Rückspiel |
| ----------------- | ------ | ----------------------- | -------- | --------- |
| Airdrieonians FC  | 3:7    | Heart of Midlothian     | 0:5      | 3:2       |
| Tottenham Hotspur | 4:5    | FC Motherwell           | 3:2      | 1:3       |
| Derry City        | 5:3    | Shamrock Rovers         | 4:0      | 1:3       |
| Greenock Morton   | 2:4    | Wolverhampton Wanderers | 0:3      | 2:1       |

## Halbfinale
Die Hinspiele fanden am 1. und 16. Dezember 1970, die Rückspiele am 3. und 23. März 1971 statt.
|                     | Gesamt |                         | Hinspiel | Rückspiel |
| ------------------- | ------ | ----------------------- | -------- | --------- |
| Heart of Midlothian | 3:2    | FC Motherwell           | 1:1      | 2:1       |
| Derry City          | 0:5    | Wolverhampton Wanderers | 0:1      | 0:4       |

## Finale

### Hinspiel
| Heart of Midlothian                           | Heart of Midlothian | Wolverhampton Wanderers | Wolverhampton Wanderers |
| --------------------------------------------- | --- | --- | ----------------------- |
| Heart of Midlothian                           | \| 14. April 1971 in Edinburgh (Tynecastle Park) \| \| Ergebnis: 1:3 (1:2) \| \| Zuschauer: 25.027 \| \| Schiedsrichter: Tiny Wharton \| \| Spielbericht \|                                         | \| 14. April 1971 in Edinburgh (Tynecastle Park) \| \| Ergebnis: 1:3 (1:2) \| \| Zuschauer: 25.027 \| \| Schiedsrichter: Tiny Wharton \| \| Spielbericht \|                                            | Wolverhampton Wanderers |
| Heart of Midlothian                           | Jim Cruickshank – Ian Sneddon, Roy Kay, Eddie Thomson , Alan Anderson, Jim Brown, George Fleming, Jim Townsend, Donald Ford, Wilson Wood, Eric Carruthers (65. Drew Young) Cheftrainer: Bobby Seith | Phil Parkes – Gerry Taylor, Derek Parkin, Mike Bailey, Frank Munro, John McAlle, Jim McCalliog, Michael O’Grady, Bobby Gould (??. Derek Dougan), Hugh Curran, Dave Wagstaffe Cheftrainer: Bill McGarry | Wolverhampton Wanderers |
| Heart of Midlothian                           | 1:0 Donald Ford (7.) | 1:1 Mike Bailey (16.) 1:2 Hugh Curran (31.) 1:3 Hugh Curran (88.) | Wolverhampton Wanderers |
| 14. April 1971 in Edinburgh (Tynecastle Park) | | |                         |
| Ergebnis: 1:3 (1:2)                           | | |                         |
| Zuschauer: 25.027                             | | |                         |
| Schiedsrichter: Tiny Wharton                  | | |                         |
| Spielbericht                                  | | |                         |

### Rückspiel
| Wolverhampton Wanderers                         | Wolverhampton Wanderers | Heart of Midlothian | Heart of Midlothian |
| ----------------------------------------------- | --- | --- | ------------------- |
| Wolverhampton Wanderers                         | \| 3. Mai 1971 in Wolverhampton (Molineux Stadium) \| \| Ergebnis: 0:1 (0:1) \| \| Zuschauer: 28.462 \| \| Schiedsrichter: Ray Tinkler \| \| Spielbericht \|                      | \| 3. Mai 1971 in Wolverhampton (Molineux Stadium) \| \| Ergebnis: 0:1 (0:1) \| \| Zuschauer: 28.462 \| \| Schiedsrichter: Ray Tinkler \| \| Spielbericht \|                      | Heart of Midlothian |
| Wolverhampton Wanderers                         | Phil Parkes – Bernard Shaw, Derek Parkin, Mike Bailey, Frank Munro, John McAlle, Jim McCalliog, Kenny Hibbit, Derek Dougan, Bobby Gould, Dave Wagstaffe Cheftrainer: Bill McGarry | Jim Cruickshank – Ian Sneddon, Roy Kay, Eddie Thomson , Alan Anderson, Tommy Veitch, Jim Townsend, Brian Laing, Donald Ford, Wilson Wood, George Fleming Cheftrainer: Bobby Seith | Heart of Midlothian |
| Wolverhampton Wanderers                         | 0:1 George Fleming (25.) | | Heart of Midlothian |
| 3. Mai 1971 in Wolverhampton (Molineux Stadium) | | |                     |
| Ergebnis: 0:1 (0:1)                             | | |                     |
| Zuschauer: 28.462                               | | |                     |
| Schiedsrichter: Ray Tinkler                     | | |                     |
| Spielbericht                                    | | |                     |